# Колобусы
Колобусы, или гверецы, или толстотелые обезьяны (лат. Colobus) — род обезьян подсемейства тонкотелых обезьян. Наиболее известны собственно гвереца (или горная гвереца) и королевский колобус.

## Описание
Длина тела 43—70 см, хвоста — 55—90 см. Тело стройное, мех шелковистый. Носовая перегородка сравнительно широкая, выступающий нос. В целом чёрные, но раскраска подвидов и особей сильно варьирует. Основное отличие — пышная белая опушка волос по бокам и на хвосте. У некоторых подвидов хвост пышнее лисьего. Белый хвост может выполнять разные роли — служить для «расчленяющего» метода камуфляжа, когда перекинут через тело во время сна, или являться заметным сигналом для ориентирования стаи в листве. Главная его роль — стабилизация и рулевое управление в прыжках длиной до 20 метров с дерева на дерево. Оторочка меха по бокам помогает в планирующем полёте.
Гверецы — это уникальное явление среди обезьян Старого Света, так как в их кисти отсутствует большой палец — одна из самых существенных особенностей приматов.
Греческое слово «kolobus» означает «искалеченный» или «изуродованный». Так этих обезьян назвали потому, что они лишены жизненно важных манипуляторных способностей. Тем не менее, гверецы прекрасно владеют своим телом, когда перескакивают с ветки на ветку. Их кисти работают как крючья из четырёх согнутых пальцев. Они передвигаются по ветвям брахиаторным способом, у ног функция вспомогательная.
Гверецы идеально приспособлены для того, чтобы раскачиваться и прыгать по вершинам деревьев, и не менее проворны, когда дело касается кормёжки — им достаточно пригнуть ветку и оборвать листья губами.
Гверецы — необыкновенные прыгуны. Они могут изменять направление в полёте и совершать прыжки с 6—10 метров к ветвям нижерастущих деревьев.
Гверецы легко переносят резкие перепады температур (в некоторых горах, где они обитают, температура воздуха +40 °C днём и +3 °C ночью).

## Размножение
У новорождённых шерсть белая. Детёныша мать носит на брюхе, придерживая одной рукой, так что его голова находится у неё на груди.

## Поведение
Строгой иерархии внутри стай нет, однако есть социальная иерархия с животными, обитающими рядом. Во главе иерархии стоят павианы, ступенью ниже — птицы-носороги, ещё ниже — сами гверецы, а ниже их — мартышки.

## Распространение
Распространены в Африке от Сенегала до Эфиопии и к югу до Анголы и Танзании.

## Истребление
Несколько видов длинношерстных гверец в недалеком прошлом были практически истреблены охотниками из-за их роскошного меха. Только в 1892 году из Африки было вывезено 170 тысяч шкур чёрно-белых гверец, а на мировых рынках продано 175 тысяч шкур. Подранков погибло столько же или в два раза больше. Таким образом, во многих местах прежнего ареала гверецы были истреблены.
После Первой мировой войны мода на обезьяний мех прошла и животные были спасены от истребления. Но гверецам по-прежнему грозит исчезновение из-за интенсивного освоения и заселения земель на острове Занзибар.

## Виды
- Colobus satanas Waterhouse, 1838 — Чёрный колобус[4]
- Colobus angolensis P. Sclater, 1860 — Ангольский колобус
- Colobus polykomos (Zimmermann, 1780) — Королевский колобус
- Colobus vellerosus (I. Geoffroy, 1834) — Белоногий колобус
- Colobus guereza Rüppell, 1835 — Восточный колобус